# Saint-Denis-Catus
Saint-Denis-Catus é uma comuna francesa na região administrativa de Occitânia, no departamento de Lot. Estende-se por uma área de 10,78 km². Em 2010 a comuna tinha 198 habitantes (densidade: 18,4 hab./km²).